# Pragma once
在C和C++程式語言中，#pragma once是一個非標準但是被廣泛支援的前置處理符號，會讓所在的檔案在一個單獨的編譯中只被包含一次。以此方式，#pragma once提供類似include防範的目的，但是擁有較少的程式碼且能避免名稱的碰撞。

## 示例
請參考include防範裡其中一種狀況的範例或其他的使用方法。如下：
grandparent.h
```
#pragma once

struct
 
foo
 

{

    
int
 
member
;

};

```

parent.h
```
#include
 
"grandparent.h"

```

child.c
```
#include
 
"grandparent.h"

#include
 
"parent.h"

```

## 優缺點
使用#pragma once代替include防範將加快編譯速度，因為這是一種高階的機制；編譯器會自動比對檔案名稱或inode而不需要在標頭檔去判斷#ifndef和#endif。
另一方面，部份編譯器，例如GCC、clang等，也包含特別的程式碼來識別和有效率的管理include防範。因此使用#pragma once并不会得到明显的加速。
此外，因為編譯器自己必須承擔管理#pragma once，它不必定義新的指令名稱，例如在include防範文章範例的H_GRANDFATHER。這能排除名稱碰撞的風險，意思就是至少第一次包含標頭檔不會再有錯誤。
然而，這種高階的管理有好也有壞；設計者必須依賴編譯器正確的管理#pragma once。編譯器如果犯錯，例如沒有辨認出在相同檔案中的兩個不同符號連結名稱指標，此時編譯會錯誤。編譯器對於#pragma once可能包含相關的bug LCC-Win32 2004年和GCC 1998年。（页面存档备份，存于）2005年，GCC文件中將#pragma once列為「已淘汰」的特性。（页面存档备份，存于）随着gcc 3.4的发布，gcc解决了#pragma once中的一些问题（主要是跟符号链接和硬链接有关），并且去掉了#pragma once的“已淘汰”的标签。（页面存档备份，存于）

## 编译器支持
| Compiler              | #pragma once        |
| --------------------- | ------------------- |
| Clang                 | 支持                |
| Comeau C/C++          | 支持                |
| C++Builder XE Seattle | 支持                |
| Digital Mars C++      | 支持                |
| GCC                   | 支持（3.4版本以后） |
| Intel C++編譯器       | 支持                |
| Microsoft Visual C++  | 支持                |
| Pelles C              | 支持                |
| IAR C/C++             | 支持 (2022年以後)   |
| TinyCC                | 支持 (2015年以後)   |

## 外部連結
- https://web.archive.org/web/20070317022009/http://msdn.microsoft.com/library/en-us/vclang/html/_PREDIR_Pragma_Directives.asp